# Fritz Schiess-Forrer

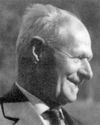
Fritz Schiess-Forrer

Fritz Schiess-Forrer (* 15. Juli 1880 in Lutzenberg; † 19. September 1978 in Lichtensteig) war ein Schweizer Erfinder und Unternehmer. Er hat die Feinschnitt-Stanzmaschine erfunden und war Gründer der Fritz Schiess AG.

## Leben

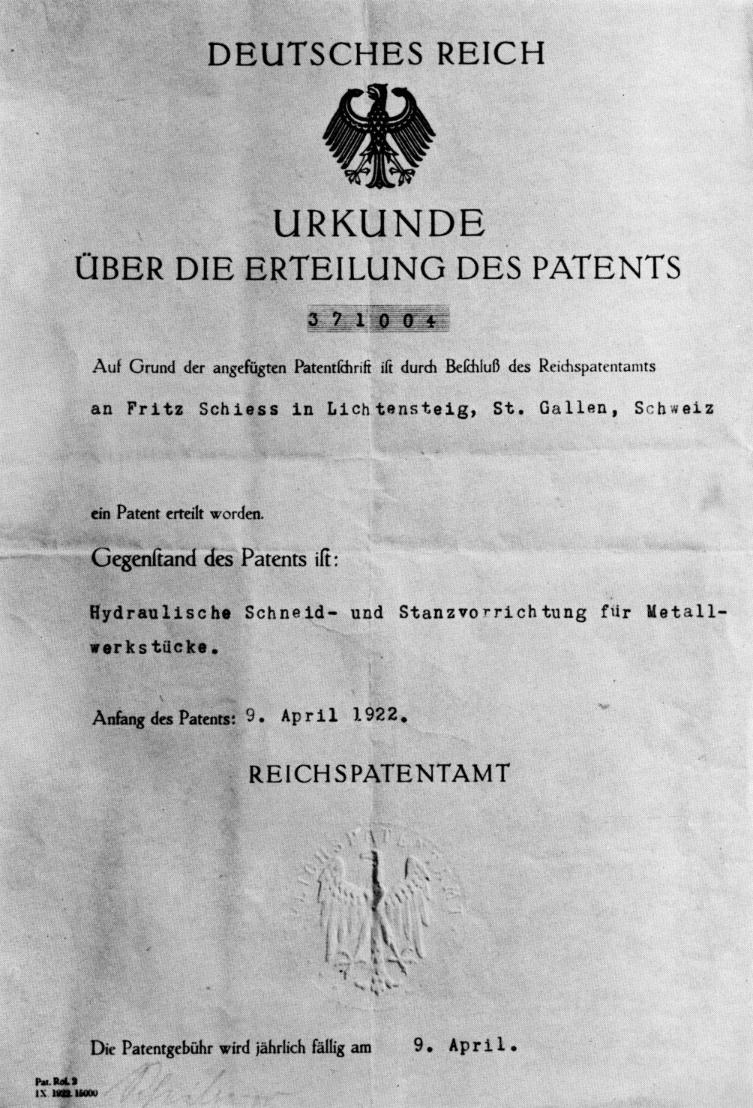
Patent Feinschneiden 1922

Fritz Schiess war der Sohn von Heinrich und Louise Schiess, geborene Leuch. Nach einer Schlosserlehre studierte er von 1901 bis 1904 Maschinenbau am Technikum Winterthur. Danach war er Konstrukteur in der Werkzeugmaschinenfabrik Oerlikon und anschließend von 1914 bis 1920 Produktionsleiter bei Brown, Boveri & Cie.
Mit seiner Erfindung des Feinschneidens gründete Fritz Schiess-Forrer im Jahre 1920 seine eigene Firma in Lichtensteig im Kanton St. Gallen. Zwischen 1921 und 1922 leitete er die Konstruktion und den Bau der weltweit ersten Feinschnittpresse. 1922 wurde ihm vom Reichspatentamt das Patent für seine Hydraulische Schneid- und Stanzvorrichtung für Metallteile erteilt. Fritz Schiess-Forrer leitete das Unternehmen bis 1955, das heute in der vierten Generation unter dem Namen Fritz Schiess AG (seit 1992) weitergeführt wird. Es übernimmt für Kunden unterschiedlicher Industrien wie Automobil oder Maschinenbau alle Schritte von der Entwicklung bis zur Serienproduktion. Bis Mitte 2016 wurden von der im Familienbesitz befindlichen Fritz Schiess AG über 6.800 Teile und Baugruppen nach Kundenwunsch (Automobilindustrie, Textil, Handgeräte und Apparatebau, Haustechnik, Maschinenbau) hergestellt. Die komplette Servicepalette umfasst dabei die Werkzeugentwicklung und deren Bau, die Baugruppenfertigung, das Feinschneiden sowie die Spanabhebende Bearbeitung und die Wärme- und Oberflächenbehandlung.
Er war verheiratet mit Babette Schiess-Forrer, mit der er 1960 das Ehrenbürgerrecht der Gemeinde Wattwil verliehen bekam.

## Schriften
- Geschichte des ersten Feinschnitt-Stanzwerkes: vom Jahr 1920 bis Ende 1967. Firma Schiess & Co, 1972.